# Bellenglise
Bellenglise és un municipi francès del departament de l'Aisne, als Alts de França
Forma part de la Communauté de communes du Pays du Vermandois.

## Història
Fou escenari de combats violents el 28 d'agost de 1914, durant la Primera Guerra Mundial. Les línies franceses van cedir davant l'ofensiva alemanya. Hi va haver un batalló sencer fet presoner (1000 homes) i molts morts i ferits.

## Geografia
El poble està situat a 9 quilòmetres al nord-oest de Saint-Quentin, la ciutat més important.

## Administració
L'alcalde, des de 2008, és en Vincent Duquenne.

## Demografia
- 1962: 276 habitants.
- 1982: 479 habitants.
- 1990: 441 habitants.
- 1999: 410 habitants.
- 2007: 389 habitants.
- 2008: 386 habitants.[1]

## Llocs i monuments

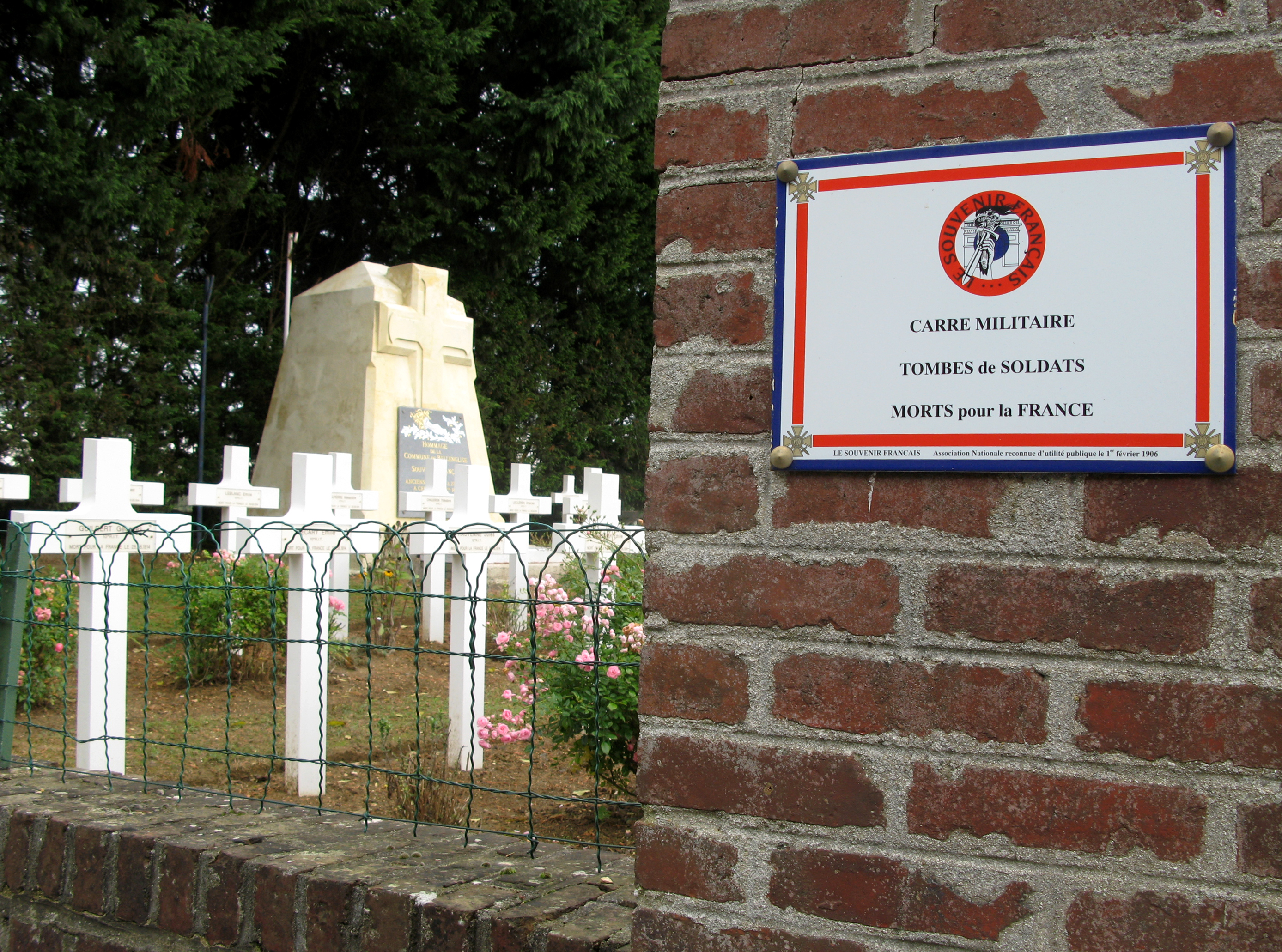
Placa del cementiri.

- Cementiri municipal, amb el seu apartat militar, a on hi ha inhumats els soldats "morts per la França".